# Rákóczibánya
Rákóczibánya é um município da Hungria, situado no condado de Nógrád. Tem 4,57 km² de área e sua população em 2015 foi estimada em 668 habitantes.